# Wenezuela na Letnich Igrzyskach Paraolimpijskich 2004
Wenezuela na Letnich Igrzyskach Paraolimpijskich 2004 w Atenach reprezentowało 16 zawodników, 14 mężczyzn i 2 kobiet. Reprezentanci Wenezueli zdobyli 1 srebrny medal i 2 brązowe medale. Zajęli 62 miejsce w klasyfikacji medalowej.